# Бюль-Бюль
Бюль-Бюль (азерб. Bülbül, имя при рождении — Муртуза Мешади Рза оглы Маме́дов; 22 июня 1897 года — 26 сентября 1961 года) — советский и азербайджанский оперный певец (лирико-драматический тенор), музыковед-фольклорист, педагог; народный артист СССР (1938). Лауреат Сталинской премии II степени (1950). Кавалер двух орденов Ленина (1946, 1959). Один из основоположников азербайджанского национального музыкального театра.

## Биография
Родился 22 июня 1897 года (по другим источникам — 12 июня) в селе Ханбагы (ныне входит в состав города Ханкенди) Шушинского уезда Елизаветпольской губернии, в семье кожевника Мешади Рзы и Гехар, дочери кочевника-курда из селения Пареулар.
С раннего детства был известен необыкновенными музыкальными способностями, за что получил прозвище Бюль-Бюль (в переводе с азербайджанского — «соловей»). Впоследствии певец выбрал его в качестве сценического псевдонима.
Детство и юношеские годы Бюль-Бюля прошли в Шуше. Впервые Бюль-Бюль выступил в Шуше ещё в 13 лет в сопровождении тариста Мешади Джамиля Амирова, исполнив мугам «Махур».
В 1909 году переехал в Елизаветполь.
На сцене с 1916 года. Творческий путь начал народным певцом—ханенде, исполнял азербайджанские мугамы и народные песни.
В 1920-е годы был организатором музыкально-театрального дела Гянджи, председателем Союза РАБИС Гянджи, делегатом первого Всеазербайджанского съезда работников искусств, а затем заместителем председателя Президиума Союза РАБИС.

Мемориальная доска на стене дома в Баку, в котором жил Бюль-Бюль в 1937—1961 гг.

С 1920 года — солист Азербайджанского государственного театра (ныне Азербайджанский государственный академический театр оперы и балета им. М. Ф. Ахундова).
Выступал как концертный певец.
В 1921 году поступил, а в 1927 окончил Бакинскую консерваторию (класс Н. И. Сперанского).
С 1927 по 1931 год стажировался в миланском театре «Ла Скала» у Дж. Ансельми и Р. Грани.
Первый азербайджанец — лауреат Первого Всесоюзного конкурса пианистов, скрипачей, виолончелистов и вокалистов 1933 года в Москве.
Первый вокалист, который со специфического восточного пения перешёл на европейскую школу пения и, синтезировав лучшие приёмы азербайджанского национального пения с русской и европейской школой, создал в Азербайджане новую вокальную школу.
В 1932—1961 годах преподавал в Азербайджанской государственной консерватории, с 1940 года — профессор. У него в классе учились Э. Ахундова, С. Неведов, К. Керимов, Ф. Мехтиев, Р. Мустафаев, М. Ахмедов и др.
Организатор и руководитель Республиканского научно-исследовательского кабинета музыки (1932—1944) (ныне Институт архитектуры и искусства АН Азербайджана). Проделал большую работу в течение более чем 25 лет в области сбора, записи, изучения и публикации народного музыкального творчества. Инициатор и организатор: оперной студии, кабинета звукозаписи, нотного издательства, специального класса сольного пения, созыва первой музыкальной Олимпиады в Азербайджане для выявления ярких талантов, Всесоюзных вокальных конференций, съездов ашугов 1938, 1961 годов.
Был членом правления общества «СССР—Италия» и за активное участие в развитии дружественных связей между этими странами был награждён «Гарибальдийской звездой».
Был председателем жюри конкурса классического пения народов Востока на VI Всемирном фестивале молодёжи и студентов в Москве в 1957 году.
Депутат Верховного Совета Азербайджанской ССР 1—3-го созывов.
В 1961 году, за два месяца до кончины певца, состоялся его концерт в Шуше, в зале бывшего реального училища, на котором присутствовали тысячи зрителей из различных сёл Шушинского района. Это было последнее выступление певца в Шуше.
Умер 26 сентября 1961 года на 65-м году жизни в Баку. Похоронен на Аллее почётного захоронения.

## Семья
- Первая жена — Зейнаб-ханум, с которой прожил с 1917 по 7 февраля 1936 год (умерла), детей не было.
- Вторая жена — Аделаида Мамедова (1922—2015), директор Мемориального музея Бюль-Бюля в Баку (до февраля 2013 года).
  - Сын — Чингиз (род. 1938).
  - Сын — Полад Бюльбюль-оглы (род. 1945), азербайджанский эстрадный певец, композитор и актёр; народный артист Азербайджанской ССР (1982). Чрезвычайный и Полномочный Посол Азербайджанской Республики в Российской Федерации (с 2006).
    - Внук — Теймур Полад-оглы Бюльбюль (род. 1975), музыкант, концертмейстер группы фаготов Государственного оркестра им. Чайковского; заслуженный артист России (2005), в настоящее время — бизнесмен[12].

  - Сын — Эмин Мамедов (1933—1999), филолог, специализировавшийся на немецком языке. Его мать — Гюляра Искендерова (1911—2010), певица (исполнительница роли Нигяр в опере Узеира Гаджибекова «Кёроглы» в 1936 году).
  - Внучка — Белла Бюль Бюль

## Творчество

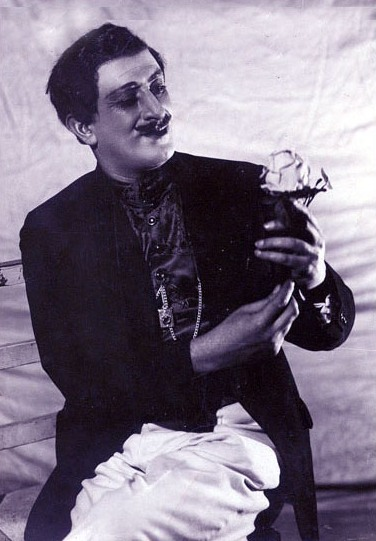
Бюль-Бюль в роли Аскера («Аршин мал алан» У. Гаджибекова)

Возглавив ряд научных экспедиций, записал более 200 обработок музыкального фольклора.
Издал 3 сборника азербайджанских народных песен, а также в переводе на азербайджанский язык вокальные произведения русских и закавказских классиков (1938, 1956, 1958).
Его монографии по сей день используются в качестве научного пособия по азербайджанской народной музыке. Был первым музыкантом, составившим учебные пособия для студентов, учащихся игре на азербайджанских народных инструментах: таре, кеманче и балабане.

### Партии
- 1937 — «Кёроглы» У. Гаджибекова — Кёр-оглы (первый исполнитель)
- «Лейли и Меджнун» У. Гаджибекова — Ибн-Салам
- «Асли и Керем» У. Гаджибекова — Керем
- «Аршин мал алан» У. Гаджибекова — Аскер
- «Ашуг-Гариб» З. Гаджибекова — Гариб
- «Шахсенем» Р. Глиэра — Аншик-Гариб
- «Наргиз» М. Магомаева — Альяр
- «Хосров и Ширин» Ниязи — Хосров
- «Низами» А. Бадалбейли — Низами
- «Вэтэн» («Родина») К. Караева и Дж. Гаджиева — Аслан
- «Ануш» А. Тиграняна — Саро
- «Риголетто» Дж. Верди — Герцог
- «Тоска» Дж. Пуччини — Каварадосси
- «Алеко» С. Рахманинова — Молодой цыган.

### Романсы, народные песни

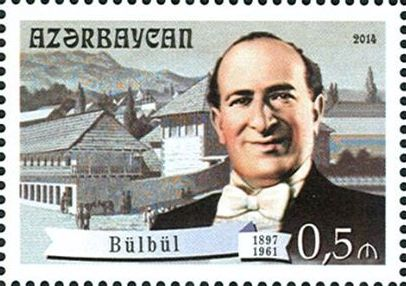
Почтовая марка Азербайджана, 2014

- «Сенсиз» («Без тебя») У. Гаджибекова
- «Севгили джанан» («Возлюбленная») У. Гаджибекова
- «Моя страна» А. Зейналлы
- «Süsən sünbül»
- «Yaxan düymələ»
- «Чёрные глаза»
- «Çal-oyna»
- «Segah təsnifləri»
- «Xumar oldum».

## Награды и звания

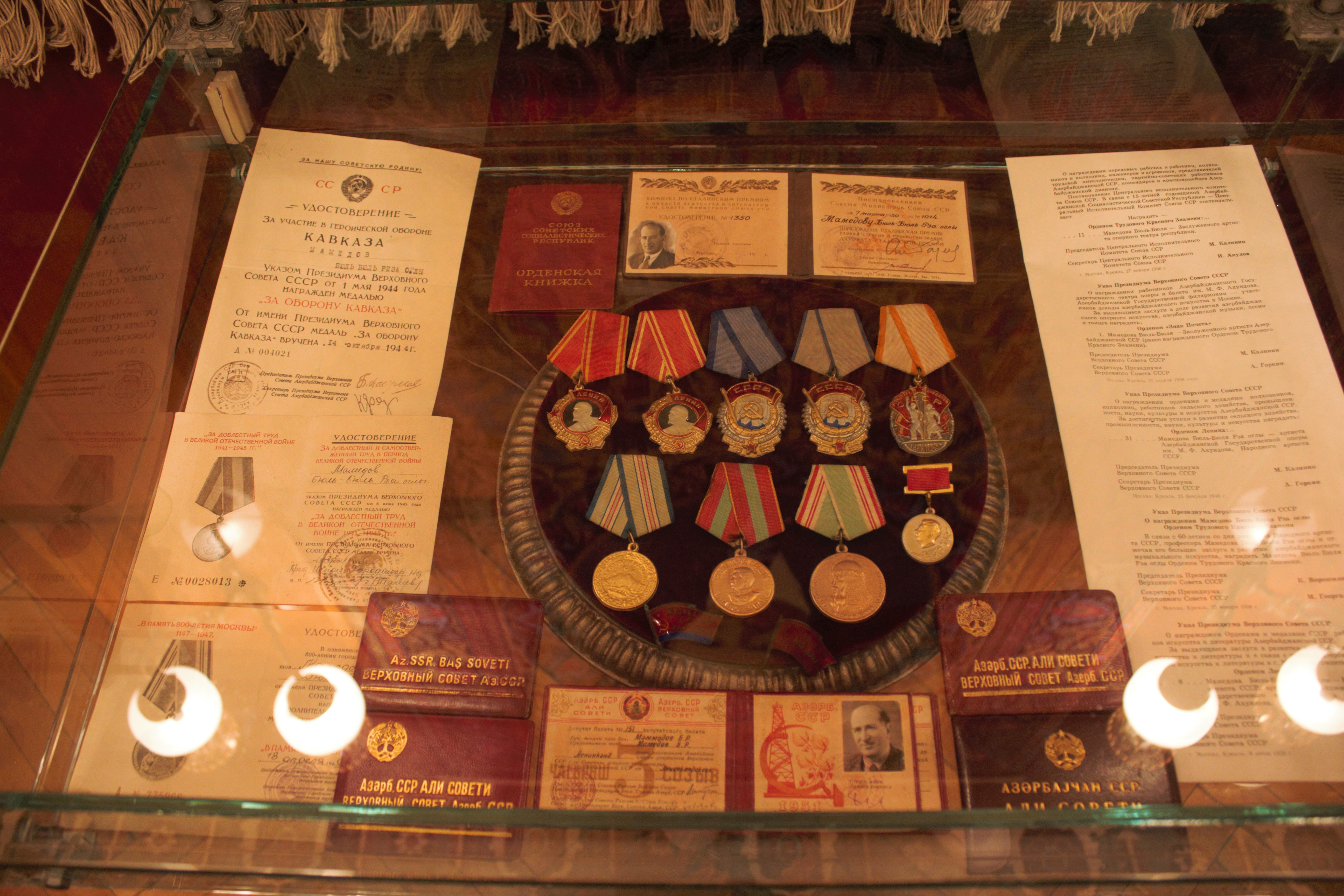
Часть наград и медалей в мемориальном музее Бюль-Бюля

- Заслуженный артист Азербайджанской ССР (1935)
- Народный артист СССР (17.04.1938)
- Сталинская премия ll степени (1950) — за исполнение азербайджанских народных песен
- Два ордена Ленина (1946, 1959)[13]
- Два ордена Трудового Красного Знамени (1936, 1958)[13]
- Орден «Знак Почёта» (17.04.1938) — за выдающиеся заслуги в деле развития азербайджанского оперного искусства, азербайджанской музыки, песни и танцев[14]
- Медаль «За оборону Кавказа» (1944)
- Медаль «За доблестный труд в Великой Отечественной войне 1941—1945 гг.» (1945)
- Медаль «В память 800-летия Москвы» (1949)
- Медаль «Гарибальди» (Италия)
- Почётный гражданин Сумгаита

## Память
- На родине певца, в Шуше, был установлен бронзовый бюст Бюль-Бюля. После занятия Шуши армянами, в отместку за разграбление церкви Казанчецоц, в мае 1992 года, бюст (наряду с бюстами Натаван и Узеира Гаджибекова) был демонтирован и вывезен в Грузию на металлолом, где был выкуплен азербайджанскими властями. До 2021 года этот бюст со следами от пуль находился в экспозиции под открытым небом Музея искусств в Баку[15]. 14 января 2021 года бюст был снова установлен в Шуше[16].
- Имя Бюль-Бюля носят: специальная музыкальная школа, улица в Баку, улица в Шуше. Установлены бюсты в Шуше, в специальной музыкальной школе, в фойе Азербайджанского государственного театра оперы и балета, мемориальные доски на классе в Азердайджанской консерватории, на доме, где находится музей в Баку.
- В 1976 году открыт Мемориальный дом-музей Бюль-Бюля в Баку и его филиал Дом-музей Бюль-Бюля на его родине Шуше, который функционировал до 8 мая 1992 году года. В 2021 году были начаты восстановительные работы в шушинском музее[17].
- Каждые два года в Баку проводится Международный конкурс вокалистов им. Бюль-Бюля.
- В 1998 году в связи со 100-летием певца была выпущена почтовая марка Азербайджана, а в 2008 году в связи с 110-летием — памятная монета.
- В 2012 году в Баку, на пересечении улицы Бюль-Бюля и Низами, неподалёку от дома, где жил певец, был установлен его памятник. Открытие памятника было приурочено к 115-летию певца. Автором бронзового памятника высотой 3 метра и изготовленного ещё в 2007 году является скульптор Акиф Аскеров[18].

Памятник в Баку
Бюст Бюль-Бюля, доставленный из города Шуша в Баку (1984, скульпторы — Ханлар Ахмедов и Намик Дадашов[19]). Экспозиции под открытым небом Музея искусств Азербайджана
Могила Бюль-Бюля в Аллее почётного захоронения, Баку
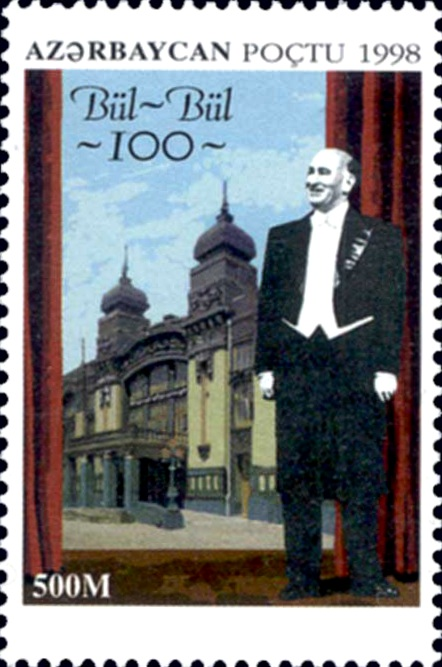
Почтовая марка Азербайджана, 1998
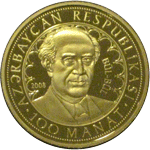
Памятная монета Азербайджана